# Ератостен
Ератостен е математик, географ и астроном в Елинистичен Египет. Считан е за създател на географията.

## Биография
Роден е през 276 пр.н.е. в Кирена, Киренайка (днес в Либия). Учи в Атина, но около 245 г. пр.н.е. е повикан в Александрия, за да изпълнява функциите на възпитател на престолонаследника Птолемей IV и застава начело на най-големия научен център на древността – Александрийската библиотека.
Ератостен е първият, който опитва да определи големината на Земята. Той знаел, че в деня на лятното слънцестоене Слънцето по пладне се оглежда в дъната на кладенците (т.е. то се намира точно отгоре в зенита си) в египетския град Сиене – съвременният Асуан. Той поставя стълб в двора си в Александрия и открива, че там слънчевите лъчи не падат вертикално, а под ъгъл (7°12´). Ератостен знаел, че двата града били разположени приблизително на един и същ меридиан. Знаейки също разстоянието между градовете (5000 египетски стадия) и разликата в ъглите на падане на слънчевите лъчи, той успява да изчисли големината на земната окръжност по александрийския меридиан. Изчисленията му се оказват почти верни, разликата им с реалната дължина на земната окръжност е под 1%. Това се дължи на неточните данни за разстоянието между двата града.
Ератостен написва първата „География“. Известен е и с алгоритъма си за намиране на простите числа, наречен „Решето на Ератостен“.
Умира през 194 г. пр.н.е. в Александрия на 82-годишна възраст.